# 피터 윌슨 (사격 선수)
피터 로버트 러셀 윌슨(영어: Peter Robert Russell Wilson, 1986년 9월 15일~)은 영국의 사격 선수, 지도자로 주 종목은 더블 트랩이다. 2012년 하계 올림픽 남자 더블 트랩 종목에서 금메달을 획득했다. 그는 역대 올림픽 남자 더블 트랩 사격 금메달리스트 중 최연소(26세)로 금메달을 획득한 선수이다.

## 수상

### 수훈
- 대영제국 훈장 구성원(2012년 12월 29일)